# Elisa Sednaoui
Elisa Sednaoui est une mannequin et actrice italo-égyptienne, née le 14 décembre 1987 à Savillan (Italie). Elle est devenue entrepreneur sociale,, et est également auteur d'un best-seller,.

## Biographie

### Jeunesse et famille
Fille d'un architecte franco-égyptien qui a grandi à Beyrouth et d'une mannequin italienne, Elisa Sednaoui naît à la fin des années 1980 en Italie, rentre en Égypte à l’âge d’un mois, puis part vivre avec sa mère, devenue styliste, à Milan, de 8 à 18 ans. Elle est la cousine de l'artiste Stéphane Sednaoui.
Elle grandit donc dans un environnement privilégié et cosmopolite entre Louxor, l'Italie, Paris et Le Caire, lui permettant d'apprendre plusieurs langues (anglais, italien, français, espagnol et arabe) et affectionne en particulier la danse (Ballet, Modern Jazz et danses contemporaines).
Elle fait ses débuts à l'écran dans le drame italien L'accertamento, réalisé par Lucio Lunerti, tourné lorsqu'elle avait 10 ans et sorti en 2001. Mais c'est au mannequinat qu'elle se consacre tout d'abord: dès quinze ans, elle fait ses premières photos.

### Mannequinat (années 2000)
Élisa Sednaoui débute comme mannequin à 19 ans, travaillant entre Paris, New York, Londres et Milan.
Elle travaille pour des magazines de mode tels que Vogue, Numero, L’Officiel, Marie Claire etc.) ainsi que dans les campagnes H&M, Diane Von Furstenberg, Chanel, et Armani en 2011.
Après un bref passage par Paris et Londres elle s’installe à New York, et fait ses débuts au cinéma en 2009- 2010.

### Actrice (années 2010)
En 2009, elle tourne tout d'abord le drame lithuanien Indigène d'Eurasie, réalisé par Sharunas Bartas et présenté à la Berlinale 2010. L'actrice a remplacé l'italienne Asia Argento qui a préféré faire une pause.
Elle apparait aussi en 2009 dans le court-métrage La Baie du renard, réalisé par Grégoire Colin. Elle y a pour partenaire Pierre Torreton et le film est présenté en sélection à la Semaine de la critique du Festival de Cannes 2009. Elle se fait connaître en France en figurant dans la distribution de la comédie dramatique française Bus Palladium, première réalisation du scénariste Christopher Thompson. Elle y côtoie la jeune garde du cinéma francophone, Arthur Dupont, Marc-André Grondin, François Civil et Agathe Bonitzer.
Puis en 2010, elle joue de Remember Now, un court-métrage publicitaire pour Chanel mis en scène par Karl Lagerfeld. Avant sa mort en février 2019, Sednaoui a été une des muses de Karl Lagerfeld. En juillet 2010, elle est membre du jury du Festival du Film de Paris.
L'année 2011 la voit incarner Anne Marronnier, l'ex du héros de la comédie noire L'amour dure trois ans, première réalisation du romancier Frédéric Beigbeder. L'actrice seconde une distribution menée par Louise Bourgoin et Gaspard Proust. Elle fait partie du jury de la Révélation Cartier au Festival du cinéma américain de Deauville 2011.
Parallèlement, elle co-produit et co-réalise son premier documentaire sur l'Égypte, son pays natal. Le film met en scène des Égyptiens non couverts par les media grand public en racontant les histoires de personnages qui, malgré leurs différences d'âge et de croyances, partagent la découverte soudaine de ce que l'on appelle habituellement la « liberté d'expression ». Le film dépeint la campagne de Louxor. Elle réalise en suite le clip de l’artiste d’électro israélien Chaim, qui a été initialement publié exclusivement sur Interview.com.
Puis l'année suivante, elle tient l'un des rôles principaux du drame italien La Légende de Kaspar Hauser, réalisé par Davide Manuli. La tête d'affiche est Vincent Gallo.
En 2013, elle joue le second rôle dans la comédie française Les Gamins, menée par le tandem Alain Chabat / Max Boublil, puis dans la co-production internationale Libertador, un drame historique porté par Edgar Ramirez. Parallèlement, elle devient l'égérie de la marque Gérard Darel.
Fin 2014, elle fait partie de la distribution chorale de la comédie Soap Opera d'Alessandro Genovesi, qui fait l'ouverture du Festival international du film de Rome. La même année, elle est membre du jury Cinécoles au Festival international du film de Marrakech, présidé par Abderrahmane Sissako.
En 2015, alors qu'elle joue dans un épisode de la série télévisée italienne Squadra Criminale, réalisée par Giuseppe Gagliardi, elle est maîtresse de cérémonie de la Mostra de Venise 2015.
Pour finir, elle devient l'égérie de la marque 1, 2, 3, pour la collection automne-hiver 2015/16.
En 2015, elle a collaboré avec le réalisateur oscarisé Paolo Sorrentino sur la campagne pour le parfum Missoni,
Elisa Sednaoui a également beaucoup travaillé avec le photographe Peter Lindbergh, notamment pour un contrat pluriannuel avec la marque italienne de bijoux Buccellati et la marque de vêtements Ermanno Scervino en 2016 et 2017.
Sednaoui a réalisé "In Conversation With Vogue Arabia", le tout premier court-métrage présenté sur la version en ligne de Vogue Arabia. Le court métrage faisait partie de la sélection officielle de l'édition 2017 du London Fashion Film Festival, du Berlin Fashion Film Festival, du Milano Fashion Film Festival, du Istanbul Fashion Film Fest, du Copenhagen Fashion Film et du Aesthetica Short Film Festival. En 2019, Christian Louboutin lance un nouveau modèle de sac à main qu'il baptise "Elisa" du nom de sa filleule et muse.
En 2019 et 2020 Lancôme l'engage pour deux vidéos publicitaires.

## Entrapreneuriat social
En 2013, elle crée la Fondation Elisa Sednaoui, vouée à la promotion de l'apprentissage créatif, des initiatives parascolaires pour les jeunes.
L'organisation s'est développée et existe aujourd'hui à la fois en tant qu'entreprise sociale commerciale (Funtasia Enterprise ™️) et comme association à but non lucratif (Funtasia Impact).
Sednaoui a fondé en 2020 et dirige Funtasia Enterprise, une entreprise sociale californienne offrant une gamme de services éducatifs et de conseil aux écoles, aux institution, musées, aux parents et aux soignants, y compris des formations, des cours et des ateliers, ainsi que des ressources en ligne.

### Association
Funtasia Impact s’occupe de rendre les programmes Funtasia disponibles aux communautés défavorisées. Enregistrée en tant qu'organisation caritative constituée en société au Royaume-Uni (CIO), elle est active en Italie à travers l'entité Funtasia Italia fondée en 2016 et aux États-Unis, Funtasia Impact USA est enregistrée 501c3 à partir de 2020.
Funtasia Impact a actuellement une présence physique dans 24 villes à travers le monde, ainsi qu'une présence numérique mondiale. À ce jour, l’organisation a touché 11 291 jeunes âgés de 4 à 18 ans et a impliqué plus de 1 500 adultes dans le monde. Ses bénéficiaires indirects grâce à un partenariat tel que celui avec Save The Children Italie ont atteint plus de 50 000 personnes.

#### Egypte
Funtasia gère son propre centre à Louxor, en Égypte,, où des cours pour jeunes, des ateliers et des programmes de formation pour adultes sont mis en œuvre. De plus, il travaille grâce à des partenariats avec la Fondation Sawiris, l'Ambassade de Suisse en Égypte, Right to Play et A.P.E. à travers le pays, dans les villes de Esna, Assiut, Mokattam, Le Caire, Haram City.

#### Mexique
Funtasia Impact a été invité par la municipalité de Xalapa à renforcer les capacités de plus de 30 adultes de la communauté et à organiser 2 ateliers pour 600 élèves de l'école publique Escuela Mexico, ainsi qu’un groupe de jeunes migrants réfugiés. La célèbre photographe italienne Laura Sciacovelli et le réalisateur mexicain Moises Aisemberg ont également rejoint les éducateurs et les créatifs de la communauté.

#### Italie
Funtasia travaille avec des écoles publiques dans les villes de Bra, Savillan et Turin. En collaboration avec le Ministère de l'Éducation nationale, Funtasia propose des cours pour développer les compétences essentielles de la vie en mettant l'accent sur l'expression authentique et la confiance en soi, le bien-être intérieur et extérieur, les relations et l'empathie avec les autres.
L'organisation travaille avec SAVE THE CHILDREN Italie, depuis 2016 pour renforcer les capacités des éducateurs de Save the Children travaillant dans les centres Punti Luce à travers l'Italie, à Naples, Roma Ostia, Roma Torre Maura, Roma Ponte di Nona Udine, Genova, Milano Giambellino, Prato, Bari, Turin, Sassari, Palermo Zen, Palermo Zisa (Italie). Le projet le plus récent sur lequel ils ont collaboré s'appelait « Equip Today To Thrive Tomorrow » (ET3) et financé par la Fondation Accenture, en collaboration avec Save the Children USA. Le projet est réalisé en Italie et simultanément dans 5 autres pays à travers le monde et au cours des 3 années atteindra environ 44 000 bénéficiaires, dont des enfants et des jeunes et 3 000 parents, enseignants, animateurs et éducateurs. L'objectif principal d'ET3 est de développer les compétences humaines et numériques des enfants âgés de 8 à 14 ans. Cette initiative accorde une attention particulière à leurs besoins individuels, mettant l'accent sur l'adoption d'un état d'esprit axé sur la croissance et la créativité, le tout dans une perspective d'inclusion de genre.
Depuis 2015, Elisa est également une « high profil supporter » du UNHCR, avec une première visite au Liban en 2016 et des visites de suivi auprès d'une famille de réfugiés syriens légalement relocalisés en Italie. Elle a également visité un centre de réfugiés situé à Xalapa, au Mexique en 2020.

## Contribution à la littérature de développement personnel
"Nessuno Può Farti Star Male Senza Il Tuo Permesso" ("Personne ne peut vous blesser sans votre permission"), est le livre qu'elle a co-écrit avec l'expert italien en intelligence linguistique Paolo Borzacchiello. A travers des outils cognitivo-comportementaux, il soutient la construction de l'estime de soi, la conscience de soi et la confiance dans les interactions avec les autres.
Le livre est publié en Italien en May 2022 et devient un best-seller.
- Borzacchiello, Sednaoui (2022). Nessuno può farti star male senza il tuo permesso, Mondadori,  (ISBN 9788804755333)[51]

## Vie personnelle
Depuis 2012, Elisa Sednaoui est en couple avec l'homme d'affaires, londonien d'origine brésilienne et iranienne Alexander Dellal,, petit-fils du multi-milliardaire Jack Dellal.
Le 31 mai 2013, elle donne naissance à leur premier enfant, un garçon prénommé Jack Zeitoun Dellal. Le 3 mai 2014, Alexander et Elisa se sont mariés lors d'une cérémonie privée à Londres, au Royaume-Uni, après deux ans de vie commune.
En mars 2017, le couple annonce attendre son second enfant. En septembre 2017, elle donne naissance à son deuxième fils, prénommé Samuel Luxor.

## Filmographie
- 2009 : La Baie du renard (court-métrage) de Grégoire Colin : la femme
- 2010 : Remember Now (court-métrage) de Karl Lagerfeld
- 2010 : Indigène d'Eurasie de Sharunas Bartas : Gabrielle
- 2010 : Bus Palladium de Christopher Thompson : Laura
- 2012 : L'amour dure trois ans de Frédéric Beigbeder : Anne Marronnier
- 2013 : Libertador d'Alberto Arvelo : Fanny
- 2013 : Les Gamins d'Anthony Marciano : Irène
- 2013 : La Légende de Kaspar Hauser de Davide Manuli : la voyante
- 2014 : Soap Opera d'Alessandro Genovesi : Francesca
- 2015 : Squadra Criminale (Non Uccidere) de Claudio Corrucci (série télévisée), saison 1, épisode 2 : Eva
- 2015 : The Painting (court métrage) de Boldizsár Cr : Elisa (pour Vogue Italia)